# 16º Congresso degli Stati Uniti d'America
Il 16º Congresso degli Stati Uniti d'America, formato dal Senato e dalla Camera dei rappresentanti, si è riunito a Washington, D.C. presso il Campidoglio dal 4 marzo 1819 al 4 marzo 1821. Riunitosi durante il terzo e il quarto anno della presidenza di James Monroe, questo Congresso ha visto confermata la maggioranza del Partito Democratico-Repubblicano sia al Senato che alla Camera.

## Contesto ed eventi importanti
A tenere banco nelle aule del Congresso fu soprattutto la questione dell'ammissione all'Unione del Missouri e del bilanciamento di rappresentanti nelle due assemblee tra stati del Nord e stati del Sud: una linea di faglia delineata dalle diverse strutture economico-sociali dei due gruppi di stati, soprattutto per quanto riguarda l'ammissione o meno dell'utilizzo della schiavitù. Durante la prima sessione di lavori si ammise all'Unione lo stato del Missouri sulla base di un compromesso che riguardava anche l'ammissione del Maine.
Nel dicembre 1819 il Congresso tornò a riunirsi nella sua sede originaria, ricostruita in parte (e allargata) dopo la sua parziale distruzione durante l'invasione britannica della capitale avvenuta durante la fase finale della guerra anglo-americana.

### Cronologia
- 6 marzo 1819 - Nella sentenza McCulloch v. Maryland, la Corte suprema degli Stati Uniti dichiara la costituzionalità della Banca degli Stati Uniti. Nella sentenza, la Corte dichiara due principi di diritto che diventeranno dei cardini costituzionali degli Stati Uniti. In primo luogo, la Corte afferma che la clausola "necessary and proper" (contenuta nell'art. I, sez. 8 della Costituzione e conosciuta come "clausola elastica") concede al governo federale dei poteri che non sono esplicitamente affermati nella carta costituzionale. In secondo luogo, nella sentenza si afferma che il governo federale è superiore gerarchicamente agli stati dell'Unione, e quindi è limitata la capacità di questi ultimi di interferire con le scelte del governo federale.
- 22 maggio 1819 - Il piroscafo SS Savannah lascia il porto di Savannah (Georgia) per un viaggio che lo porterà dall'altra parte dell'Atlantico. È il primo piroscafo a compiere la traversata dell'Oceano Atlantico, giungendo a Liverpool il 20 giugno.
- 22 giugno 1819 - James Long, insieme ad un gruppo di quasi 200 uomini, attraversa il confine sul fiume Sabine tra Stati Uniti e Spagna e conquista la cittadina di Nacogdoches, proclamando la nascita di una nuova repubblica
- 23 giugno 1819 - James Long rende pubblica una dichiarazione d'indipendenza della "Repubblica del Texas" (la storiografia definirà come "Repubblica di Long" per non confonderla con quella più tarda). La dichiarazione, modellata su quella statunitense, promette libertà di culto, libertà di stampa e promozione del libero mercato, opponendosi alla tirannia e alla "rapacità degli spagnoli".
- 4 luglio 1819 - Diventa ufficiale la costituzione del Territorio dell'Arkansas.
- 6 agosto 1819 - Il capitano dell'esercito statunitense Alden Partridge fonda nel Vermont la Norwich University, il primo college privato militare degli Stati Uniti.
- 14 dicembre 1819 - L'Alabama viene ammesso come 22º stato dell'Unione.
- 5 marzo 1820 - Il Maine viene ammesso come 23º stato dell'Unione.
- 6 marzo 1820 - Il Congresso approva il cosiddetto "compromesso del Missouri". La questione del Missouri era sorta nel febbraio 1819, quando il rappresentante James Tallmadge, Jr. dello stato di New York aveva proposto un emendamento per la sua ammissione che prevedeva il divieto dell'utilizzo di manodopera servile nel nuovo stato. Ciò provocò una dura opposizione da parte dei rappresentanti degli stati schiavisti (soprattutto gli stati del Sud, che impiegavano enormemente gli schiavi per la coltivazione delle enormi piantagioni di cotone e i grandi proprietari terrieri nello stesso Missouri, provenienti prevalentemente proprio dal Sud). La soluzione venne trovata dal senatore Jesse B. Thomas, che approfittò della circostanza della richiesta di ammissione di un nuovo stato, il Maine. Secondo il compromesso approvato, il Maine sarebbe diventato un nuovo stato dove era vietata la schiavitù, mentre nel Missouri sarebbe stata consentita. In tal modo si manteneva l'equilibrio politico nel Congresso tra stati schiavisti e stati abolizionisti.
- 24 aprile 1820 - Il Congresso approva il Land Act, con il quale vuole incoraggiare la colonizzazione del Territorio del nord-ovest e del Territorio del Missouri.
- 7 agosto 1820 - Si tiene il terzo censimento degli Stati Uniti. Da tale censimento risulta una popolazione di 9.638.453 persone, di cui 1.538.022 in condizione servile. Da tale conteggio si sarebbero modificati il numero dei distretti elettorali e dei singoli rappresentanti alla Camera di rappresentanti a partire dal successivo Congresso.
- 3 dicembre 1820 - Si tengono le elezioni presidenziali, dove il presidente in carica James Monroe ottiene un secondo mandato senza alcuna concreta opposizione.

## Atti legislativi più importanti approvati
- 6 marzo 1820: 3 Stat. 545, ch. 22 (An Act to authorize the people of the Missouri territory to form a constitution and state government, and for the admission of such state into the Union on an equal footing with the original states, and to prohibit slavery in certain territories) - La legge approva il compromesso del Missouri.
- 24 aprile 1820: Land Act del 1820, 3 Stat. 566, ch. 51 (An Act making further provision for the sale of the public lands) - La legge vieta l'acquisto di terreni del demanio pubblico per un periodo di quattro anni a credito ma, d'altra parte, abbassa il prezzo minimo di vendita e la dimensione minima del terreno acquistabile. I terreni che erano oggetto di tali leggi erano le Congress Lands dell'Ohio e tutti i terreni pubblici presenti nei Territori del nord-ovest e del Missouri.

## Stati ammessi
- 14 dicembre 1819: 3 Stat. 492, ch. 47 (An Act to enable the people of the Alabama territory to form a constitution and state government, and for the admission of such state into the Union on an equal footing with the original states) - L'Alabama viene ammesso come 22º stato dell'Unione.
- 15 marzo 1820: 3 Stat. 544, ch. 19 (An Act for the admission of the state of Maine into the Union) - Il Maine viene ammesso come 23º stato dell'Unione. In precedenza questo stato era stato separato dallo stato del Massachusetts e aveva preso il nome di District of Maine.

## Partiti

### Senato
Durante questo Congresso sono stati aggiunti 4 seggi in rappresentanza dei nuovi stati dell'Alabama e del Maine.
|                               | Partiti         | Partiti |         |   |
| ----------------------------- | --------------- | ------- | ------- | - |
|                               |                 |         |         |   |
| Democratico-Repubblicano (DR) | Federalista (F) | Totali  | Vacanti |   |
| Congresso precedente          | 28              | 12      | 40      | 2 |
|                               |                 |         |         |   |
| Inizio                        | 29              | 9       | 38      | 4 |
| Fine                          | 38              | 8       | 46      | 0 |
| % Fine                        | 82,6%           | 17,4%   |         |   |
|                               |                 |         |         |   |
| Inizio Congresso successivo   | 40              | 4       | 44      | 2 |

### Camera dei rappresentanti
Durante questo Congresso è stato aggiunto un seggio per il rappresentante dell'Alabama ed un seggio del Massachusetts è stato trasferito per il nuovo rappresentante dello stato del Maine. A cominciare dal Congresso successivo, sono stati trasferiti altri 6 seggi dal Massachusetts al Maine.
|                             | Partiti                       | Partiti         |        |         |
| --------------------------- | ----------------------------- | --------------- | ------ | ------- |
|                             |                               |                 |        |         |
|                             | Democratico-Repubblicano (DR) | Federalista (F) | Totali | Vacanti |
| Congresso precedente        | 146                           | 39              | 185    | 0       |
|                             |                               |                 |        |         |
| Inizio                      | 155                           | 28              | 183    | 2       |
| Fine                        | 155                           | 27              | 182    | 5       |
| % Fine                      | 85,2%                         | 14,8%           |        |         |
|                             |                               |                 |        |         |
| Inizio Congresso successivo | 150                           | 31              | 181    | 5       |

## Leadership

### Senato
- Il presidente del Senato Daniel D. Tompkins.Presidente: Daniel D. Tompkins (DR)

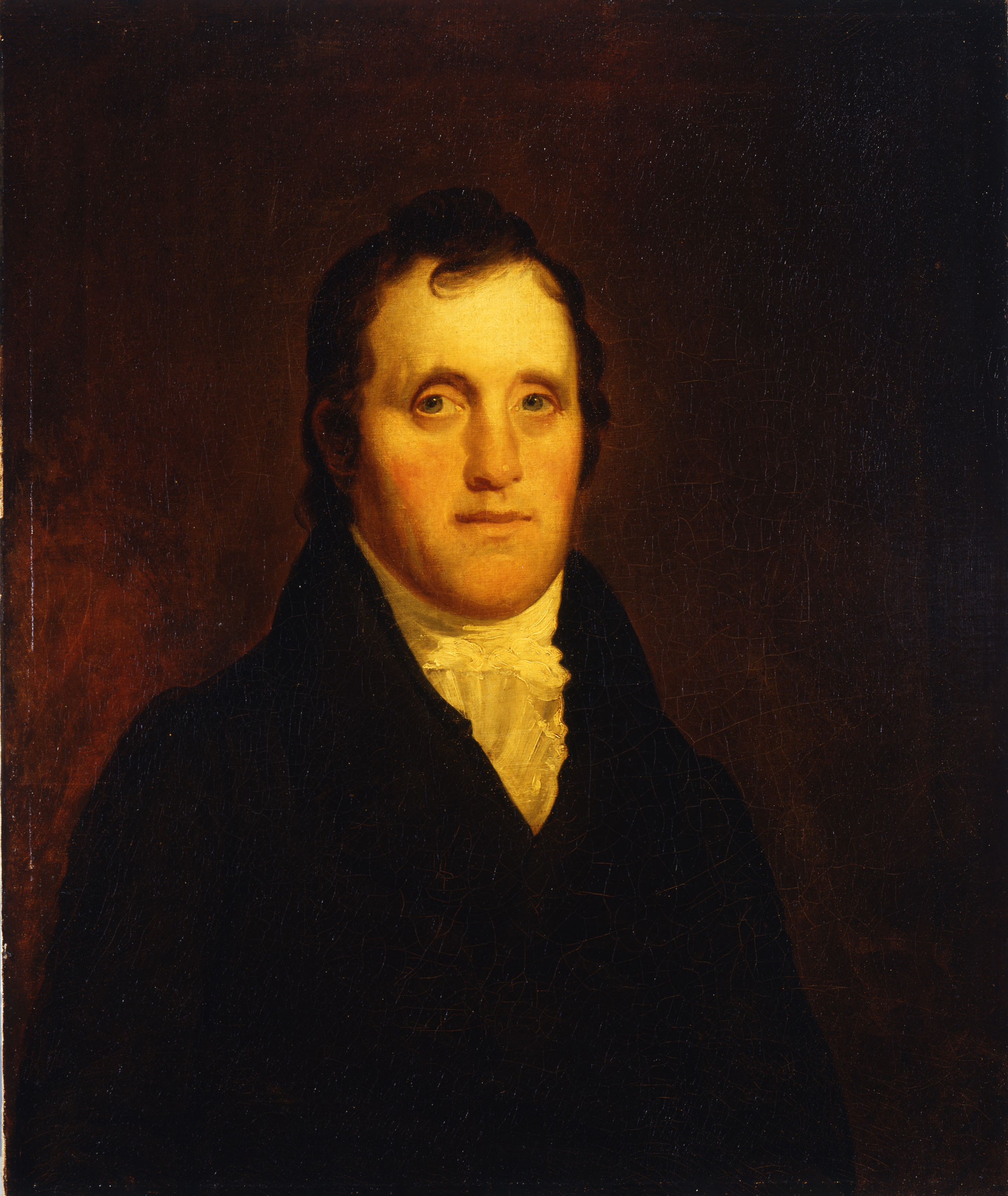
Il presidente del Senato Daniel D. Tompkins.

- Presidente pro tempore: James Barbour (DR), fino al 26 dicembre 1819 
  - John Gaillard (DR), dal 25 gennaio 1820

### Camera dei rappresentanti
- Speaker: Henry Clay (DR), fino al 28 ottobre 1820
  - John W. Taylor (DR), dal 15 novembre 1820

## Membri

### Senato

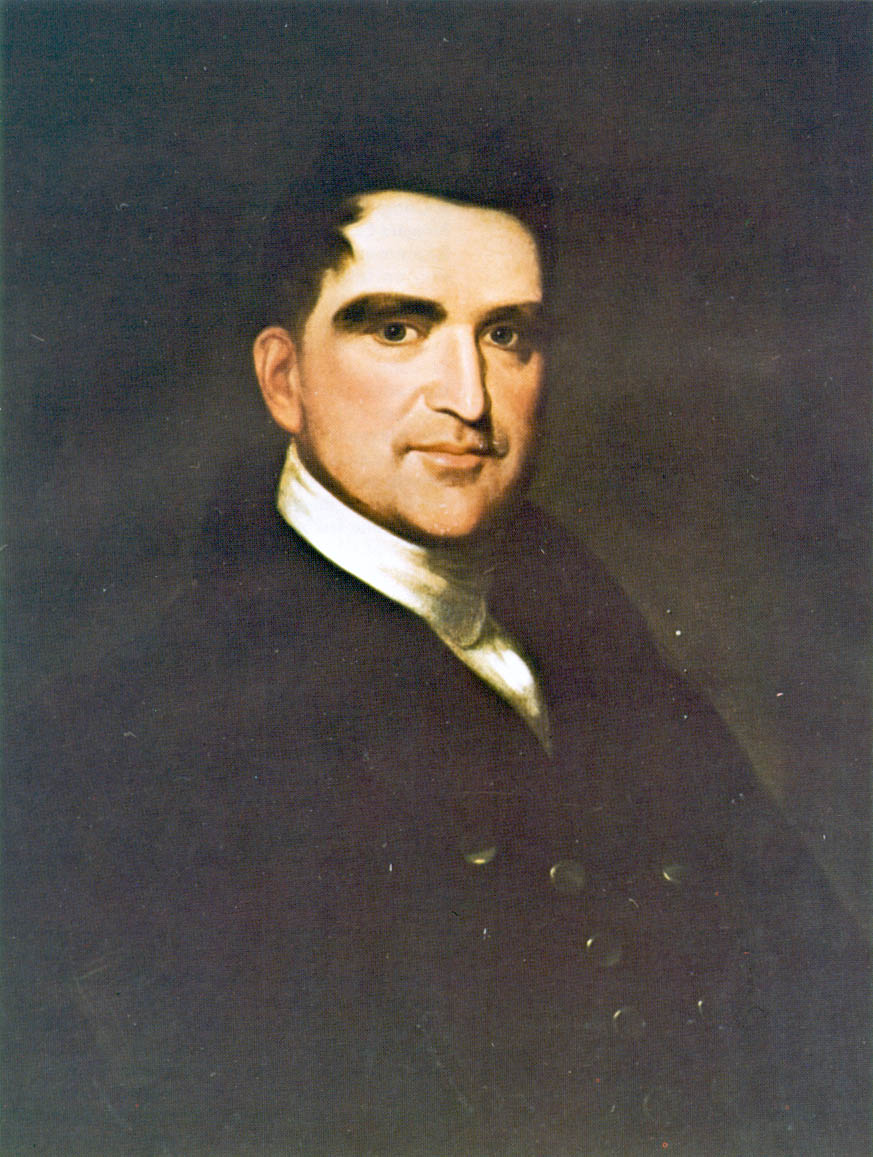
Il presidente pro tempore del Senato James Barbour.

I senatori sono eletti ogni due anni e ad ogni Congresso ne viene rinnovato un terzo. Prima del nome di ogni senatore viene indicata la "classe", ovvero il ciclo di elezioni in cui è stato eletto. Per il 16º Congresso furono sottoposti ad elezione i senatori di classe 1.
Alabama
- 2. William R. King (DR), dal 14 dicembre 1819
- 3. John W. Walker (DR), dal 14 dicembre 1819

Carolina del Nord
- 2. Montfort Stokes (DR)
- 3. Nathaniel Macon (DR)

Carolina del Sud
- 2. William Smith (DR)
- 3. John Gaillard (DR)

Connecticut
- 1. Samuel W. Dana (F)
- 3. James Lanman (DR)

Delaware
- 1. Outerbridge Horsey (F)
- 2. Nicholas Van Dyke (F)

Georgia
- 2. Freeman Walker (DR), dal 6 novembre 1819
- 3. John Elliott (DR)

Illinois
- 2. Jesse B. Thomas (DR)
- 3. Ninian Edwards (DR)

Indiana
- 1. James Noble (DR)
- 3. Waller Taylor (DR)

Kentucky
- 2. Richard M. Johnson (DR), fino al 10 dicembre 1819
- 3. William Logan (DR), fino al 28 maggio 1820
  - Isham Talbot (DR), dal 19 ottobre 1820

Louisiana
- 2. Henry Johnson (DR)
- 3. James Brown (DR)

Maine
- 1. John Holmes (DR), dal 13 giugno 1820
- 2. John Chandler (DR), dal 14 giugno 1820

Maryland
- 1. Alexander C. Hanson (F), fino al 23 aprile 1819
  - William Pinkney (DR), dal 21 dicembre 1819
- 3. Edward Lloyd (DR), dal 21 dicembre 1819

Massachusetts
- 1. Prentiss Mellen (F), fino al 15 maggio 1820
  - Elijah H. Mills (F), dal 12 giugno 1820
- 2. Harrison Gray Otis (F)

Mississippi
- 1. Walter Leake (DR), fino al 15 maggio 1820
  - David Holmes (DR), dal 30 agosto 1820
- 2. Thomas H. Williams (DR)

New Hampshire
- 2. David L. Morril (DR)
- 3. David F. Parrott (DR)

New Jersey
- 1. James J. Wilson (DR), fino all'8 gennaio 1821
  - Samuel L. Southard (DR), dal 26 gennaio 1821
- 2. Mahlon Dickerson (DR)

New York
- 1. Nathan Sanford (DR)
- 3. Rufus King (F), dal 25 gennaio 1820

Ohio
- 1. Benjamin Ruggles (DR)
- 3. William A. Trimble (DR)

Pennsylvania
- 1. Jonathan Roberts (DR)
- 3. Walter Lowrie (DR)

Rhode Island
- 1. William Hunter, Jr. (F)
- 2. James Burrill, Jr. (F), fino al 25 dicembre 1820
  - Nehemiah R. Knight (DR), dal 9 gennaio 1821

Tennessee
- 1. John Eaton (DR)
- 2. John Williams (DR)

Vermont
- 1. Isaac Tichenor (F)
- 3. William A. Palmer (DR)

Virginia
- 1. James Barbour (DR)
- 2. John W. Eppes (DR), fino al 4 dicembre 1819
  - James Pleasants (DR), dal 10 dicembre 1819

### Camera dei rappresentanti

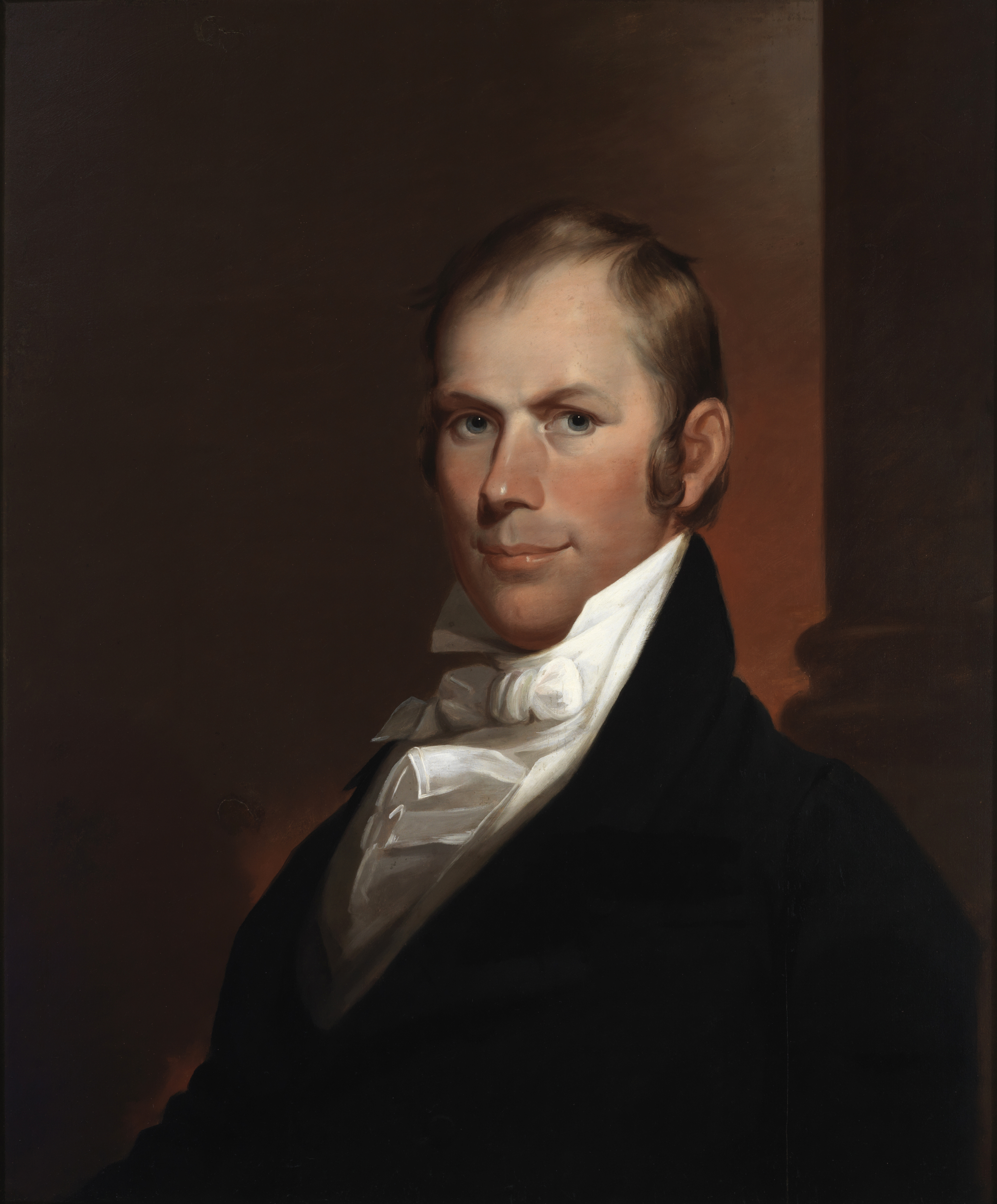
Lo speaker della Camera dei rappresentanti Henry Clay.

Nell'elenco, prima del nome del membro, viene indicato il distretto elettorale di provenienza o se quel membro è stato eletto in un collegio unico (at large).
Alabama
- At-large. John Crowell (DR), dal 14 dicembre 1819

Carolina del Nord
- 1. Lemuel Sawyer (DR)
- 2. Hutchins G. Burton (DR), dal 6 dicembre 1819
- 3. Thomas H. Hall (DR)
- 4. Jesse Slocumb (F), fino al 20 dicembre 1820
  - William S. Blackledge (DR), dal 7 febbraio 1821
- 5. Charles Hooks (DR)
- 6. Weldon N. Edwards (DR)
- 7. John Culpepper (F)
- 8. James S. Smith (DR)
- 9. Thomas Settle (DR)
- 10. Charles Fisher (DR)
- 11. William Davidson (F)
- 12. Felix Walker (DR)
- 13. Lewis Williams (DR)

Carolina del Sud
- 1. Charles Pinckney (DR)
- 2. William Lowndes (DR)
- 3. James Ervin (DR)
- 4. James Overstreet (DR)
- 5. Starling Tucker (DR)
- 6. Eldred Simkins (DR)
- 7. Elias Earle (DR)
- 8. John McCreary (DR)
- 9. Joseph Brevard (DR)

Connecticut
- At-large. Henry W. Edwards (DR)
- At-large. Samuel A. Foote (DR)
- At-large. Jonathan O. Moseley (F)
- At-large. Elisha Phelps (DR)
- At-large. John Russ (DR)
- At-large. James Stevens (DR)
- At-large. Gideon Tomlinson (DR)

Delaware
- At-large. Willard Hall (DR), fino al 22 gennaio 1821
  - seggio vacante, dal 22 gennaio 1821
- At-large. Louis McLane (F)

Georgia
- At-large. Joel Abbott (DR)
- At-large. Thomas W. Cobb (DR)
- At-large. Joel Crawford (DR)
- At-large. John A. Cuthbert (DR)
- At-large. Robert R. Reid (DR)
- At-large. William Terrell (DR)

Illinois
- At-large. Daniel P. Cook (DR)

Indiana
- At-large. William Hendricks (DR)

Kentucky
- 1. David Trimble (DR)
- 2. Henry Clay (DR)
- 3. William Brown (DR)
- 4. Thomas Metcalfe (DR)
- 5. Alney McLean (DR)
- 6. David Walker (DR), fino al 1º marzo 1820
  - Francis Johnson (DR), dal 13 novembre 1820
- 7. George Robertson (DR)
- 8. Richard C. Anderson, Jr. (DR)
- 9. Tunstal Quarles (DR), fino al 15 giugno 1820
  - Thomas Montgomery (DR), dal 13 novembre 1820
- 10. Benjamin Hardin (DR)

Louisiana
- At-large. Thomas Butler (DR)

Maine
- At-large. Joseph Dane (F), dall'11 dicembre 1820

Maryland
- 1. Raphael Neale (F)
- 2. Joseph Kent (DR)
- 3. Henry R. Warfield (F)
- 4. Samuel Ringgold (DR)
- 5. Peter Little (DR)
- 5. Samuel Smith (DR)
- 6. Stevenson Archer (DR)
- 7. Thomas Culbreth (DR)
- 8. Thomas Bayfly (F)

Massachusetts
- 1. Jonathan Mason (F), fino al 15 maggio 1820
  - Benjamin Gorham (DR), dal 27 novembre 1820
- 2. Nathaniel Silsbee (DR)
- 3. Jeremiah Nelson (F)
- 4. Timothy Fuller (DR)
- 5. Samuel Lathrop (F)
- 6. Samuel C. Allen (F)
- 7. Henry Shaw (DR)
- 8. Zabdiel Sampson (DR), fino al 26 luglio 1820
  - Aaron Hobart (DR), dal 18 dicembre 1820
- 9. Walter Folger, Jr. (DR)
- 10. Marcus Morton (DR)
- 11. Benjamin Adams (F)
- 12. Jonas Kendall (F)
- 13. Edward Dowse (DR), fino al 26 maggio 1820
  - William Eustis (DR), dal 13 novembre 1820
- 14. John Holmes (DR), fino al 15 marzo 1820
  - seggio vacante, dal 15 marzo 1820
- 15. Ezekiel Whitman (F)
- 16. Mark L. Hill (DR)
- 17. Martin Kinsley (DR)
- 18. James Parker (DR)
- 19. Joshua Cushman (DR)
- 20. Enoch Lincoln (DR)

Mississippi
- At-large. Christopher Rankin (DR)

New Hampshire
- At-large. Joseph Buffum, Jr. (DR)
- At-large. Josiah Butler (DR)
- At-large. Clifton Clagett (DR)
- At-large. Arthur Livermore (DR)
- At-large. William Plumer, Jr. (DR)
- At-large. Nathaniel Upham (DR)

New Jersey
- At-large. Ephraim Bateman (DR)
- At-large. Joseph Bloomfield (DR)
- At-large. John Condit (DR), fino al 4 novembre 1819
  - Charles Kinsey (DR), dal 16 febbraio 1820
- At-large. John Linn (DR), fino al 5 gennaio 1821
  - seggio vacante, dal 5 gennaio 1821
- At-large. Bernard Smith (DR)
- At-large. Henry Southard (DR)

New York
- 1. James Guyon, Jr. (DR), dal 14 gennaio 1820
- 1. Silas Wood (F)
- 2. Henry Meigs (DR)
- 2. Peter H. Wendover (DR)
- 3. Caleb Tompkins (DR)
- 4. Randall S. Street (F)
- 5. James Strong (F)
- 6. Walter Case (DR)
- 7. Jacob H. De Witt (DR)
- 8. Robert Clark (DR)
- 9. Solomon Van Rensselaer (F)
- 10. John D. Dickinson (F)
- 11. John W. Taylor (DR)
- 12. Ezra C. Gross (DR)
- 12. Nathaniel Pitcher (DR)
- 13. Harmanus Peek (DR)
- 14. John Fay (DR)
- 15. Joseph S. Lyman (DR)
- 15. Robert Monell (DR)
- 16. Henry R. Storrs (F)
- 17. Aaron Hackley, Jr. (DR)
- 18. William D. Ford (DR)
- 19. George Hall (DR)
- 20. Caleb Baker (DR)
- 20. Jonathan Richmond (DR)
- 21. Nathaniel Allen (DR)
- 21. Albert H. Tracy (DR)

Ohio
- 1. Thomas R. Ross (DR)
- 2. John W. Campbell (DR)
- 3. Henry Brush (DR)
- 4. Samuel Herrick (DR)
- 5. Philemon Beecher (F)
- 6. John Sloane (DR)

Pennsylvania
- 1. Samuel Edwards (F)
- 1. Thomas Forrest (F)
- 1. Joseph Hemphill (F)
- 1. John Sergeant (F)
- 2. William Darlington (DR)
- 2. Samuel Gross (DR)
- 3. Jacob Hibshman (DR)
- 3. James M. Wallace (DR)
- 4. Jacob Hostetter (DR)
- 5. Andrew Boden (DR)
- 5. David Fullerton (DR), fino al 15 maggio 1820
  - Thomas G. McCullough (F), dal 13 novembre 1820
- 6. Samuel Moore (DR)
- 6. Thomas J. Rogers (DR)
- 7. Joseph Hiester (DR), fino al dicembre 1820
  - Daniel Udree (DR), dall'8 gennaio 1821
- 8. Robert Philson (DR)
- 9. William P. Maclay (DR)
- 10. George Denison (DR)
- 10. John Murray (DR)
- 11. David Marchand (DR)
- 12. Thomas Patterson (DR)
- 13. Christian Tarr (DR)
- 14. Henry Baldwin (DR)
- 15. Robert Moore (DR)

Rhode Island
- At-large. Samuel Eddy (DR)
- At-large. Nathaniel Hazard (DR), fino al 17 dicembre 1820
  - seggio vacante, dal 17 dicembre 1820

Tennessee
- 1. John Rhea (DR)
- 2. John A. Cocke (DR)
- 3. Francis Jones (DR)
- 4. Robert Allen (DR)
- 5. Newton Cannon (DR)
- 6. Henry H. Bryan (DR)

Vermont
- At-large. Samuel C. Crafts (DR)
- At-large. Ezra Meech (DR)
- At-large. Orsamus C. Merrill (DR), fino al 12 gennaio 1820
  - Rollin C. Mallary (DR), dal 13 gennaio 1820
- At-large. Charles Rich (DR)
- At-large. Mark Richards (DR)
- At-large. William Strong (DR)

Virginia
- 1. James Pindall (F), fino al 26 luglio 1820
  - Edward B. Jackson (DR), dal 13 novembre 1820
- 2. Thomas Van Swearingen (F)
- 3. Jared Williams (DR)
- 4. William McCoy (DR)
- 5. John Floyd (DR)
- 6. Alexander Smyth (DR)
- 7. Ballard Smith (DR)
- 8. Charles F. Mercer (F)
- 9. William Lee Ball (DR)
- 10. George Strother (DR), fino al 10 febbraio 1820
  - Thomas L. Moore (DR), dal 13 novembre 1820
- 11. Philip P. Barbour (DR)
- 12. Robert S. Garnett (DR)
- 13. Severn E. Parker (DR)
- 14. William A. Burwell (DR), fino al 16 febbraio 1821
  - seggio vacante, dal 16 febbraio 1821
- 15. George Tucker (DR)
- 16. John Randolph (DR)
- 17. James Pleasants (DR), fino al 14 dicembre 1819
  - William S. Archer (DR), dal 18 gennaio 1820
- 18. Mark Alexander (DR)
- 19. James Jones (DR)
- 20. James Johnson (DR), fino al 1º febbraio 1820
  - John C. Gray (DR), dal 13 novembre 1820
- 21. Thomas Newton, Jr. (DR)
- 22. Hugh Nelson (DR)
- 23. John Tyler (DR)

#### Membri non votanti
Territorio dell'Alabama
- seggio vacante

Territorio dell'Arkansas
- James W. Bates, dal 21 dicembre 1819

Territorio del Michigan
- William Woodbridge, fino al 9 agosto 1820
  - Solomon Sibley, dal 20 novembre 1820

Territorio del Missouri
- John Scott

## Cambiamenti nella rappresentanza

### Senato
| Stato (classe)    | Membro precedente       | Ragione del cambiamento | Successore              | Data della successione                                     |
| ----------------- | ----------------------- | --- | ----------------------- | ---------------------------------------------------------- |
| Georgia (2)       | Seggio vacante          | Il senatore eletto John Forsyth si è dimesso prima dell'inizio dei lavori di questo Congresso. Si sono tenute nuove elezioni il 6 novembre 1819.       | Freeman Walker (DR)     | Eletto il 6 novembre 1819                                  |
| Kentucky (2)      | Seggio vacante          | Il senatore eletto John J. Crittenden si è dimesso prima dell'inizio dei lavori di questo Congresso. Si sono tenute nuove elezioni il 10 dicembre 1819 | Richard M. Johnson (DR) | Eletto il 10 dicembre 1819                                 |
| Maryland (3)      | Seggio vacante          | Il Congresso del Maryland ha eletto il suo senatore dopo l'inizio dei lavori di questo Congresso.                                                      | Edward Lloyd (DR)       | Eletto il 14 dicembre 1819 e insediato il 21 dicembre 1819 |
| New York (3)      | Seggio vacante          | Il Congresso dello stato di New York ha eletto il suo senatore dopo l'inizio dei lavori di questo Congresso.                                           | Rufus King (F)          | Eletto l'8 gennaio 1820 e insediato il 25 gennaio 1820     |
| Maryland (1)      | Alexander C. Hanson (F) | Hanson è deceduto il 23 aprile 1819. | William Pinkney (DR)    | Eletto il 21 dicembre 1819                                 |
| Virginia (2)      | John W. Eppes (DR)      | Eppes si è dimesso il 4 dicembre 1819. | James Pleasants (DR)    | Eletto il 10 dicembre 1819                                 |
| Alabama (2)       | Nuovo seggio            | L'Alabama è stato ammesso all'Unione il 14 dicembre 1819.                                                                                              | William R. King (DR)    | Eletto il 14 dicembre 1819                                 |
| Alabama (3)       | Nuovo seggio            | L'Alabama è stato ammesso all'Unione il 14 dicembre 1819.                                                                                              | John W. Walker (DR)     | Eletto il 14 dicembre 1819                                 |
| Maine (2)         | Nuovo seggio            | Il Maine è stato ammesso all'Unione il 15 marzo 1820.                                                                                                  | John Holmes (DR)        | Eletto il 13 giugno 1820                                   |
| Maine (1)         | Nuovo seggio            | Il Maine è stato ammesso all'Unione il 15 marzo 1820.                                                                                                  | John Chandler (DR)      | Eletto il 14 giugno 1820                                   |
| Massachusetts (1) | Prentiss Mellen (F)     | Mellen si è dimesso il 15 maggio 1820. | Elijah H. Mills (F)     | Eletto il 12 giugno 1820                                   |
| Mississippi (1)   | Walter Leake (DR)       | Leake si è dimesso il 15 maggio 1820, dopo essere stato nominato U.S. Marshal per lo stato del Mississippi.                                            | David Holmes (DR)       | Nominato il 30 agosto 1820                                 |
| Kentucky (3)      | William Logan (DR)      | Logan si è dimesso il 28 maggio 1820 dopo essersi candidato per la carica di governatore del Kentucky.                                                 | Isham Talbot (DR)       | Eletto il 19 ottobre 1820                                  |
| Rhode Island (2)  | James Burrill, Jr. (F)  | Burrill, Jr. è deceduto il 25 dicembre 1820. | Nehemiah R. Knight (DR) | Eletto il 9 gennaio 1821                                   |
| New Jersey (1)    | James J. Wilson (DR)    | Wilson si è dimesso l'8 gennaio 1821. | Samuel L. Southard (DR) | Nominato il 26 gennaio 1821                                |

### Camera dei rappresentanti
| Distretto                | Membro precedente       | Ragione del cambiamento | Successore                                   | Data della successione                          |
| ------------------------ | ----------------------- | --- | -------------------------------------------- | ----------------------------------------------- |
| 2° Carolina del Nord     | Seggio vacante          | | Hutchins G. Burton (DR)                      | Insediato il 6 dicembre 1819                    |
| Territorio dell'Alabama  | Seggio vacante          | Il seggio è rimasto vacante fino all'ammissione dell'Alabama all'Unione.                                                             | John Crowell (DR)                            | Insediato il 14 dicembre 1819                   |
| At-large Alabama         | Seggio vacante          | Il seggio è rimasto vacante fino all'ammissione dell'Alabama all'Unione.                                                             | John Crowell (DR)                            | Insediato il 14 dicembre 1819                   |
| Territorio dell'Arkansas | Seggio vacante          | Il Territorio dell'Arkansas è stato istituito il 4 luglio 1819.                                                                      | James W. Bates                               | Insediato il 21 dicembre 1819                   |
| 1° New York              | Seggio vacante          | Le elezioni sono state contestate e il rappresentante eletto Ebenezer Sage non aveva i requisiti soggettivi per rivestire la carica. | James Guyon, Jr. (DR)                        | Insediato il 14 gennaio 1820                    |
| At-large New Jersey      | John Condit (DR)        | Condit si è dimesso il 4 novembre 1819.                                                                                              | Charles Kinsey (DR)                          | Insediato il 16 febbraio 1820                   |
| 17° Virginia             | James Pleasants (DR)    | Pleasants si è dimesso il 14 dicembre 1819.                                                                                          | William S. Archer (DR)                       | Insediato il 18 gennaio 1820                    |
| At-large Vermont         | Orsamus C. Merrill (DR) | Le elezioni di Merrill sono state contestate e quest'ultimo ha rivestito la carica fino al 12 gennaio 1820.                          | Rollin C. Mallary (DR)                       | Insediato il 13 gennaio 1820                    |
| 20° Virgiinia            | James Johnson (DR)      | Johnson si è dimesso il 1º febbraio 1820.                                                                                            | John C. Gray (DR)                            | Insediato il 13 novembre 1820                   |
| 10° Virginia             | George Strother (DR)    | Strother si è dimesso il 10 febbraio 1820.                                                                                           | Thomas L. Moore (DR)                         | Insediato il 13 novembre 1820                   |
| 6° Kentucky              | David Walker (DR)       | Walker è deceduto il 1º marzo 1820.                                                                                                  | Francis Johnson (DR)                         | Insediato il 13 novembre 1820                   |
| 14° Massachusetts        | John Holmes (DR)        | Holmes si è dimesso il 15 marzo 1820 per assumere la carica di senatore per il nuovo stato del Maine.                                | Il distretto è passato allo stato del Maine. | Distretto non più esistente a partire dal 1903. |
| At-large Maine           | Nuovo seggio            | Il 14º distretto del Massachusetts è diventato il distretto at-large del Maine.                                                      | Joseph Dane (F)                              | Insediato il 6 novembre 1820.                   |
| 1° Massachusetts         | Jonathan Mason (F)      | Mason si è dimesso il 15 maggio 1820.                                                                                                | Benjamin Gorham (DR)                         | Insediato il 27 novembre 1820                   |
| 5° Pennsylvania          | David Fullerton (DR)    | Fullerton si è dimesso il 15 maggio 1820.                                                                                            | Thomas G. McCullough (F)                     | Insediato il 13 novembre 1820                   |
| 13° Massachusetts        | Edward Dowse (DR)       | Dowse si è dimesso il 26 maggio 1820.                                                                                                | William Eustis (DR)                          | Insediato il 13 novembre 1820                   |
| 9° Kentucky              | Tunstal Quarles (DR)    | Quarles si è dimesso il 15 giugno 1820.                                                                                              | Thomas Montgomery (DR)                       | Insediato il 13 novembre 1820                   |
| 1° Virginia              | James Pindall (F)       | Pindall si è dimesso il 26 luglio 1820.                                                                                              | Edward B. Jackson (DR)                       | Insediato il 13 novembre 1820                   |
| 8° Massachusetts         | Zabdiel Sampson (DR)    | Sampson si è dimesso il 26 luglio 1820.                                                                                              | Aaron Hobart (DR)                            | Insediato il 18 dicembre 1820                   |
| Territorio del Michigan  | William Woodbridge      | Woodbridge si è dimesso il 9 agosto 1820.                                                                                            | Solomon Sibley                               | Insediato il 20 novembre 1820                   |
| 7° Pennsylvania          | Joseph Hiester (DR)     | Hiester si è dimesso nel dicembre 1820.                                                                                              | Daniel Udree (DR)                            | Insediato l'8 gennaio 1821                      |
| At-large Rhode Island    | Nathaniel Hazard (DR)   | Hazard è deceduto il 17 dicembre 1820.                                                                                               | Seggio vacante                               |                                                 |
| 4° Carolina del Nord     | Jesse Slocumb (F)       | Slocumb è deceduto il 20 dicembre 1820.                                                                                              | William S. Blackledge (DR)                   | Insediato il 7 febbraio 1820                    |
| At-large New Jersey      | John Linn (DR)          | Linn è deceduto il 5 gennaio 1821.                                                                                                   | Seggio vacante                               |                                                 |
| At-large Delaware        | Willard Hall (DR)       | Hall si è dimesso il 22 gennaio 1821.                                                                                                | Seggio vacante                               |                                                 |
| 14° Virginia             | William A. Burwell (DR) | Burwell è deceduto il 16 febbraio 1821.                                                                                              | Seggio vacante                               |                                                 |

## Comitati
Qui di seguito si elencano i singoli comitati e i presidenti di ognuno (se disponibili).

### Senato
- Amendments to the Constitution (select committee)
- American Colonization Society (select committee)
- Audit and Control the Contingent Expenses of the Senate
- Claims
- Commerce and Manufactures
- Constitution of the State of Alabama (select committee)
- District of Columbia
- Finance
- Foreign Relations
- Indian Affairs
- Judiciary
- Land Commissioner Reports (select committee)
- Military Affairs
- Militia
- Missouri's Admission to the Union (select committee)
- Naval Affairs
- Pensions
- Post Office and Post Roads
- Public Buildings (select committee)
- Public Lands
- Purchase of Fire Engines (select committee)
- Reduction of Congressional Salaries (select committee)
- Roads and Canals (select committee)
- Whole

### Camera dei rappresentanti
- Accounts
- Agriculture
- Appointment of Representatives (select committee)
- Army Appropriations Inquiry (select committee)
- Bank of the United States (select committee)
- Brownstown Treaty (select committee)
- Claims
- Commerce
- District of Columbia
- Elections
- Expenditures in the Navy Department
- Expenditures in the Post Office Department
- Expenditures in the State Department
- Expenditures in the Treasury Department
- Expenditures in the War Department
- Expenditures on Public Buildings
- Manufactures
- Pensions and Revolutionary War Claims
- Post Office and Post Roads
- Public Expenditures
- Public Lands
- Revisal and Unfinished Business
- Rules (select committee)
- Standards of Official Conduct
- Ways and Means
- Whole

### Comitati bicamerali (Joint)
- Enrolled Bills
- Investigate Safety of Roofs over Senate and House Wings of the Capital